# Albugnano

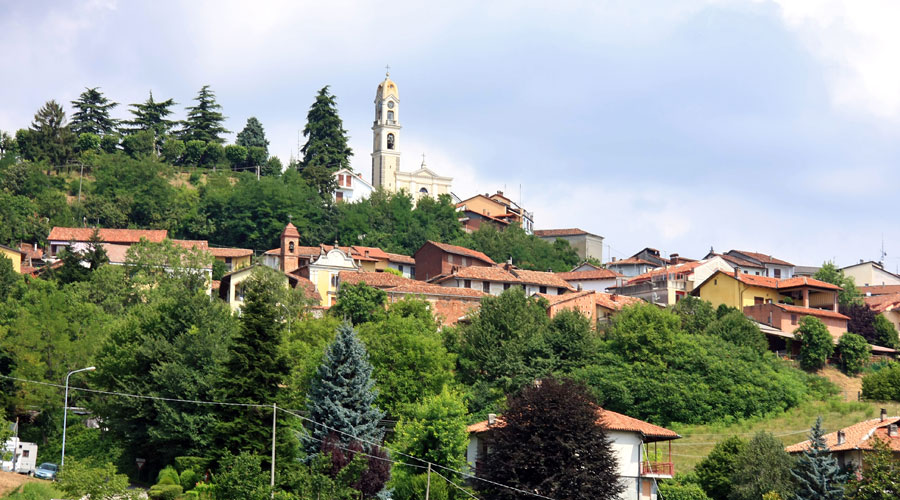
Vista panorámica de Albugnano.

Albugnano es una localidad y municipio de Italia de la provincia de Asti, región de Piamonte, con 543 habitantes.

## Evolución demográfica
| Gráfica de evolución demográfica de Albugnano entre 1861 y 2001 |
|                                                                 |
| Fuente ISTAT - elaboración gráfica de Wikipedia                 |